# Fajar Legian Siswanto
Fajar Legian Siswanto (sinh ngày 27 tháng 8 năm 1987) là một cầu thủ bóng đá người Indonesia hiện tại thi đấu cho Persisam Putra Samarinda ở Indonesia Super League. Anh sinh ra ở Indonesia với bố là người Đức và mẹ đến từ Bali.

## Thống kê câu lạc bộ
| Câu lạc bộ               | Mùa giải | Super League | Super League | Premier Division | Premier Division | Piala Indonesia | Piala Indonesia | Tổng    | Tổng      |
| Câu lạc bộ               | Mùa giải | Số trận      | Bàn thắng    | Số trận          | Bàn thắng        | Số trận         | Bàn thắng       | Số trận | Bàn thắng |
| ------------------------ | -------- | ------------ | ------------ | ---------------- | ---------------- | --------------- | --------------- | ------- | --------- |
| Persisam Putra Samarinda | 2010-11  | 21           | 0            | -                | -                | -               | -               | 21      | 0         |
| Persisam Putra Samarinda | 2011-12  | 23           | 1            | -                | -                | -               | -               | 23      | 1         |
| Tổng                     | Tổng     | 44           | 1            | -                | -                | -               | -               | 44      | 1         |